# 亞亞河
亞亞河是俄羅斯的河流，位於科麥羅沃州和托木斯克州，屬於丘雷姆河的左支流，河道全長380公里，流域面積11,700平方公里，發源自庫茲涅茨克山。